# Ayacucho (Buenos Aires)
Ayacucho is een plaats in het Argentijnse bestuurlijke gebied Ayacucho in de provincie Buenos Aires. De plaats telt 16.444 inwoners.

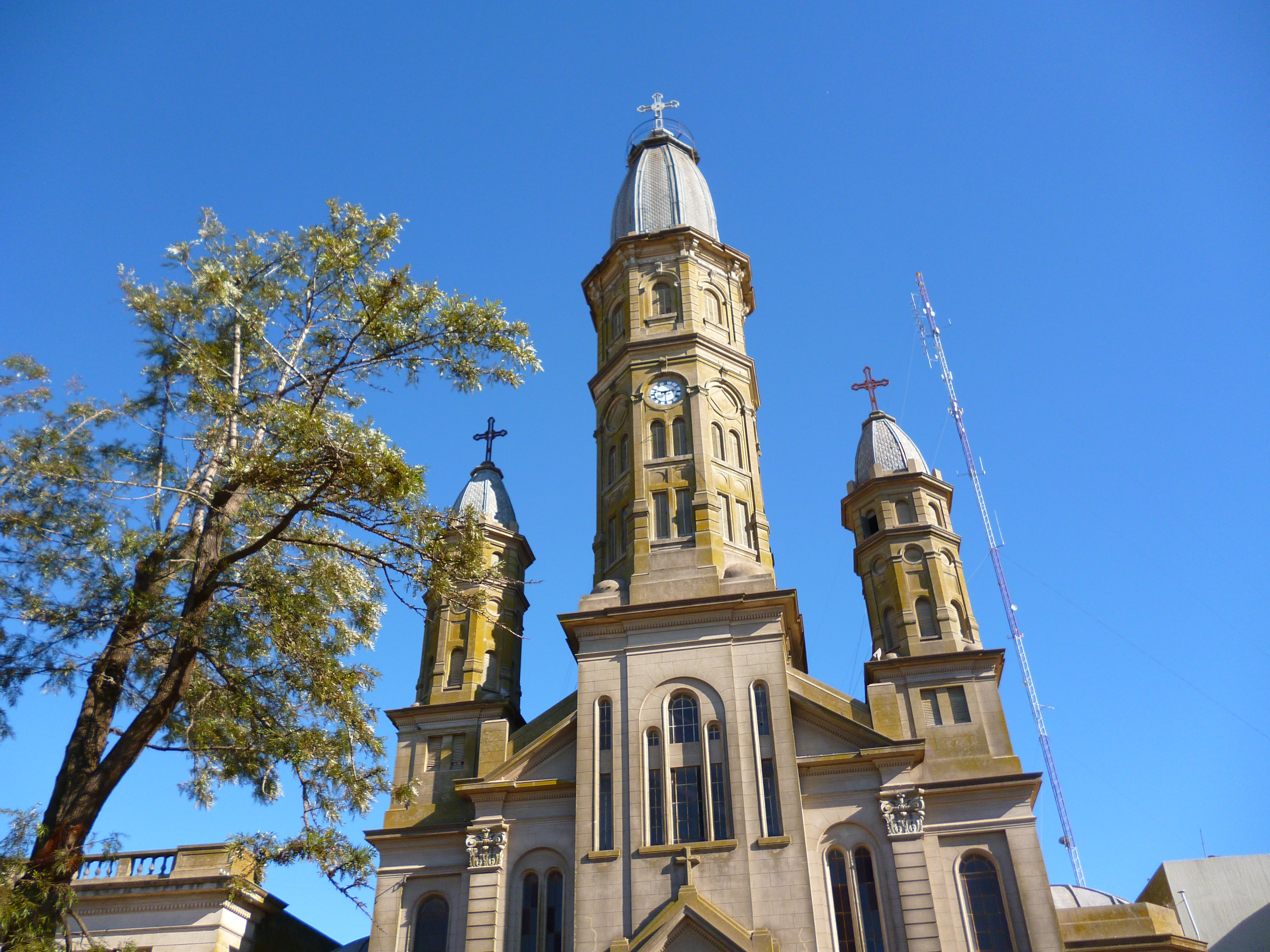
Kerk in Ayacucho